# 尼古拉·伊万諾維奇
尼古拉·伊万諾維奇（1994年2月19日—），黑山籃球運動員。他現在效力於黑山球隊KK Budućnost Podgorica。他也代表黑山國家男子籃球隊參賽。